# Leandro Marconi (Architekt, 1763)

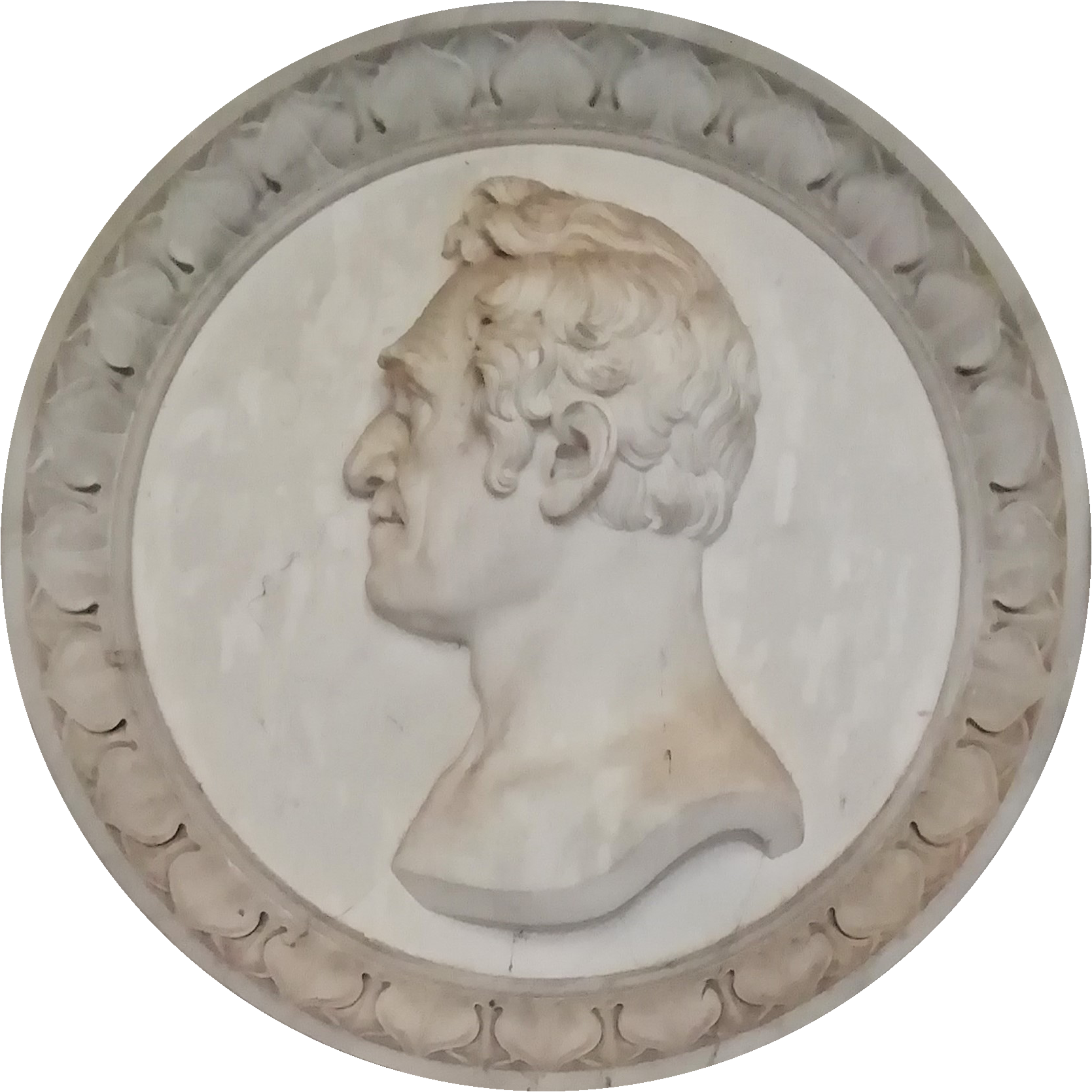

Leandro Marconi (* 1763 in Mantua; † 1837 in Bologna) war ein italienischer Architekt. Er wirkte auch als Ornament- und Perspektivmaler, Bühnenbildner, Szenograf und Bühnenausstatter. Als vielseitiger Künstler war er durch seinen fantasievollen und originellen Stil und seine ästhetischen Experimente bekannt.

## Leben und Werk
Er war der Sohn des Venezianers Francesco Marconi und studierte in seiner Heimatstadt an der Akademie der bildenden Künste. unter Paolo Pozzo.

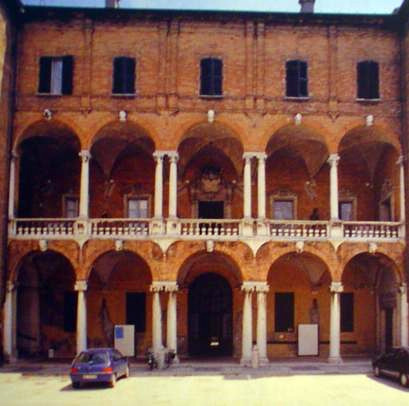
Palazzo Ghini, Cesena (Hofseite)

Marconi führte um 1784 zusammen mit  Felice Campi dekorative Malereien in der Sakramentskapelle des Domes von Mantua aus, zu denen sein Lehrer Pozzo das ikonografische Konzept lieferte. Später bildete er sich in Rom weiter und arbeitete dort auch. Ab 1791 hielt sich Marconi in Cesena auf, wo er für den Bau und die Ausstattung der Chiesa dell’Osservanza verantwortlich war. Von ihm stammen auch die  klassizistischen Fresken, die Nischenwölbung in der Apsis, das Kassettengewölbe und die falsche  Kuppel. In der Via Charimionti in Cesena baute er anschließend das Palazzo Ghini (ehemals Palazzo Mazzoli). Dessen Fassade gliederte er mit drei Fensterreihen und Gesimsen und betonte die harmonische Symmetrie durch ein zentrales Portal. Eine monumentale Treppe führte zu den Räumen im ersten Stock, die Marconi mit komplexen  Elementen gestaltete, die sowohl aus illusionistischem Malereien, wie auch aus innenarchitektonischem Formenreichtum bestand. Von 1792 bis 1796 arbeitete er in derselben Straße am Palazzo Guerrini Bratti, dass sich durch eine zu einer Galerie im zweiten Stock führende Wendeltreppe auszeichnete und ebenfalls raffinierte innenarchitektonische Details und Ausmalereien enthielt.
1804 wurde er, nach den napoleonischen Reformen, Professor an der Accademia Clementina in Bologna, 1821 baute er für den Herzog Guidi di Bagno in Savignano sul Rubicone  die Villa „La Rotonda“ im Stil der Palladio-Villen. In Bologna ist ihm ein Denkmal im dortigen Kolumbarium gewidmet.
Im Jahr 1811 veröffentlichte Marconi in Bologna das Werk Teoria dell'ombreggiare e metodo di acquerelle. Einige Zeichnungen (architektonische Entwürfe und Phantasien im Stil des Giovanni Battista Piranesi) befanden sich im Familienbesitz in Warschau. Aus seinem Nachlass wurde 1862 in Warschau ein Heft mit Ornamenten (16 lithografische Tafel) herausgegeben. In Cesena ist der Piazzale Leandro Marconi  nach dem Künstler benannt.

## Familie
Marconis Frau war Eleonora Gerbert. Zwei Söhne des Paares waren Ferrante (1798–1868) und Enrico Marconi (der nach Warschau auswanderte). In Polen als Architekten wirkende Enkelsöhne waren Leandro und Władysław Marconi. Ein weiterer Enkel war Maler: Karol Antoni Marconi.